# Пеликан, Франц
Франц Пеликан (нем. Franz Pelikan; 6 ноября 1925, Вена — 21 марта 1994, Вена) — австрийский футболист, играл на позиции вратаря за клуб «Ваккер» (Вена), а также национальную сборную Австрии. По завершении игровой карьеры — тренер.
Чемпион Австрии. Обладатель Кубка Австрии. Участник Чемпионата мира 1954 года, а также футбольного Олимпийского турнира 1948 года.

## Клубная карьера
В профессиональном футболе дебютировал в 1946 году выступлениями за команду «Ваккер» (Вена), цвета которой защищал на протяжении всей своей карьеры, которая длилась одиннадцать лет. В первом же сезоне стал чемпионом Австрии и обладателем Кубка Австрии.

## Выступления за сборную
В 1947 году дебютировал в официальных матчах в составе национальной сборной Австрии. В течение карьеры в национальной команде провел в её форме 6 матчей, пропустив 18 голов.
В составе сборной — участник футбольного турнира на Олимпийских играх 1948 года в Лондоне, где завоевал вместе с командой бронзовые награды.
Присутствовал в заявке сборной на чемпионате мира 1954 года в Швейцарии, но на поле не выходил.

## Карьера тренера
Начал тренерскую карьеру в 1976 году, возглавив тренерский штаб клуба «Адмира Ваккер», в котором проработал один сезон.
В июле 1977 года вновь возглавил тренерский штаб клуба «Адмира Ваккер», на этот раз в тандеме со Штефаном Ясиолеком. На этот раз проработал только до конца года.
Умер 21 марта 1994 года на 69-м году жизни.

## Достижения
«Ваккер» (Вена)
- Чемпион Австрии: 1946/47
- Обладатель Кубка Австрии: 1946/47